# Stalagtia thaleriana
Stalagtia thaleriana là một loài nhện trong họ Dysderidae.
Loài này thuộc chi Stalagtia. Stalagtia thaleriana được miêu tả năm 2006 bởi Chatzaki & Arnedo.